# Campionati europei di slittino 1937

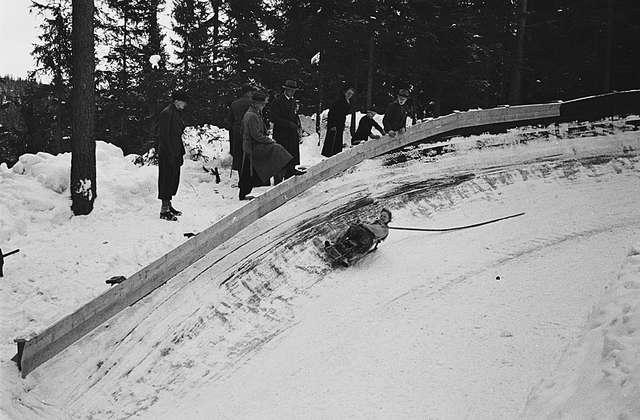
Atleta in gara

I Campionati europei di slittino 1937 sono stati la 6ª edizione della competizione.
Si sono svolti ad Oslo, in Norvegia.

## Medagliere
| Pos.   | Nazione        | Oro | Argento | Bronzo | Totale |
| ------ | -------------- | --- | ------- | ------ | ------ |
| 1      | Germania       | 2   | 1       | 0      | 3      |
| 2      | Norvegia       | 1   | 2       | 2      | 5      |
| 3      | Cecoslovacchia | 0   | 0       | 1      | 1      |
| Totale | Totale         | 3   | 3       | 3      | 9      |

## Podi
| Evento            | Oro                        | Argento                   | Bronzo                          |
| Singolo Maschile  | Martin Tietze              | Vilhelm Klavenæs          | Harald Seegard                  |
| Doppio Maschile   | Martin Tietze Kurt Weidner | Walter Feist Walter Kluge | Rudolf Maschke Erhard Grundmann |
| Singolo Femminile | Titti Maartmann            | Liv Jensen                | Helen Galtung                   |